# 羧酸酯酶
羧酸酯酶（carboxylesterase）是催化如下化学反应的酶：
1 羧酸酯 + H2O {\displaystyle \rightleftharpoons } 1 醇 + 1 羧酸盐
羧酸酯酶突变，成为昆虫体内重要的解毒酶系，在对外源化合物的解毒代谢和对杀虫剂的抗性形成中起着重要作用，其高亲和性-低能解毒作用的活力增强是昆虫对有机磷和氨基甲酸酯类杀虫剂产生抗性的重要机制。